# Universidade de Rochester
A Universidade de Rochester é uma universidade privada localizada em Rochester, ao norte de Nova Iorque. A universidade é membro da prestigiosa Associação de Universidades Americanas.
Fundada em 1850, a universidade oferece vários programas para certificados de bacharelato e de graduado.
A universidade foi uma das escolas nomeadas pela revista Newsweek como uma "Nova Escola Ivy League". A lista de escolas inclui instituições cujos programas académicos e estudantes competem com escolas da Ivy League.
O conservatório de música profissional é a Escola de Música de Eastman.